# Cleora fasciata
Cleora fasciata là một loài bướm đêm trong họ Geometridae.